# Osudná vejce
Osudná vejce je fantastická povídka Michaila Bulgakova, poprvé publikovaná v roce 1925. V tomtéž roce byla otištěna také ve zkrácené podobě pod názvem „Paprsek života“. Hrdiny své povídky z roku 1924 Bulgakov zasazuje do roku 1928.

## Námět
Geniální a výstřední zoolog, profesor Vladimír Ipatjevič Persikov, náhodou objeví úžasné stimulační účinky červeného světla na embrya. Organismy, které jsou ve fázi vývoje ozářeny paprskem, jejž profesor Persikov objevil (např. zárodky ve vejcích), se začnou vyvíjet mnohem rychleji a dosahují větších rozměrů než „originály“. Navíc jsou agresivní a neuvěřitelně rychle se rozmnožují.
Právě tou dobou se po celé zemi rozšířil kuřecí mor a ředitel sovchozu (státem vlastněného zemědělského podniku v bývalém SSSR) „Červený paprsek“ Alexandr Semjonovič Osud se Persikovův objev rozhodne využít pro obnovu chovu slepic. Na základě příkazu shora Osud zabaví kamery, pomocí kterých profesor Persikov prováděl pokusy, a odveze je. Osud ze zahraničí objedná slepičí vejce a Persikov hadí, krokodýlí a pštrosí vejce pro experimenty. Persikovova zásilka je však nedopatřením doručena Osudovi. Když na „slepičích“ vejcích Osud vidí „nějaké svinstvo“, volá profesoru Persikovovi, který se domnívá, že je to omyl, protože „svinstvo“ na vejcích být nemůže, a proto Osudovi řekl, ať je neumývá.
Osud zahájí ozařování vajec, ale z oranžerie s vejci dva vylíhnuté zárodky záhy uniknou. Když si následujícího dne chce zaplavat v rybníku, spatří obrovského hada. Had zabije Osudovu ženu Máňu, samotnému Osudovi se podaří utéct. Druhý den ráno se dostaví na železniční stanici Dugino, která se nachází 20 verst od sovchozu. Tam se setkává s agenty GPU a vypráví jim, co se stalo. Ti mu sice nevěří, přesto se ozbrojí a okamžitě jedou do sovchozu. Osud odjede vlakem do Moskvy. Když agenti Ščukin a Polajtis do sovchozu dorazí, nikoho tam nenajdou. Sotva však nahlédnou do oranžerie, spatří obří hady a v nerovném boji s nimi záhy umírají. Persikov, připraven experimentovat, obdrží slepičí vejce. Profesor je tímto omylem pobouřen. Jeho asistent, docent Ivanov, mu ukazuje „zvláštní přílohu“ k nejnovějšímu vydání novin, kde je snímek anakondy obřích rozměrů… z provincie Smolenska! Persikovovi dochází, že došlo ke strašlivému omylu: slepičí vejce byla zaslána jemu a hadí Osudovi do sovchozu. Za „svinstvo“ Osud považoval síťový vzor na hadích vejcích. Plazů neustále přibývá; je jich celá horda, pohybující se směrem k Moskvě, která smete vše, co jí stojí v cestě.
V boji s plazy zasahují i vojska Rudé armády, ale nemohou je zastavit ani pomocí chemických zbraní.
Hlavní město, stejně jako zbytek země, zachvátila panika; šílený dav v domnění, že plazy vypustil Persikov, s běsněním vpadne do ústavu, kde profesor pracuje, a zabije ho. Nicméně v noci z 19. na 20. srpna náhle udeří hrozné mrazy – minus 18 stupňů. Dvoudenní mráz plazi nepřežili. A přestože se ještě po dlouhou dobu z mrtvol plazů a lidí šířila epidemie, hlavní nebezpečí pominulo.
Ačkoli se profesor Pjotr Stěpanovič Ivanov, bývalý poradce profesora Persikova a nyní vedoucí ústavu, snažil záhadný paprsek získat znova, nevyšlo to. „Je zřejmé, že k tomu kromě znalostí bylo potřeba i něco zvláštního, co měl pouze jediný člověk na světě – nebohý profesor Vladimír Ipaťjevič Persikov.“

## Historie publikace
Povídka byla poprvé publikována v 6. čísle časopisu „Nědra“ roku 1925. Je také součástí sborníků:
- Bulgakov M. Diaboliáda. M.: Nědra, 1925;
- Bulgakov M. Osudná vejce. Riga: Literatura, 1928.

Ve zkrácené podobě, nazvané „Paprsek života“, byla povídka „Osudná vejce“ otištěna v periodiku „Rudá panorama“ číslo 19 až 22 roku 1925 (přičemž v čísle 22 již pod názvem „Osudná Vejce“).

## Divadelní představení
- 1989- Moskevské divadlo dramatu „Sfera“[1]
- Kazaňské státní akademické ruské Velké činoherní divadlo V. I. Kačalova[2]
- 1990 — Moskevské činoherní divadlo M. N. Jermolové, inscenace Andreje Žitinkina[3][4]

## Filmové adaptace
- Film «Osudná vejce», režisér Pavel Reznikov[5]
- 1995 — Osudná vejce — celovečerní film režiséra Sergeje Lomkina
- 2003 — Dobře zapomenutá minulost — animovaný film, režisér Jefim Gamburg

## Zajímavá fakta
Děj knihy odkazuje na román „Pokrm bohů“, který roku 1904 napsal Herbert Wells. V románu dva vědci vynalezli prášek, který výrazně stimuluje růst živočichů a rostlin. Experimenty s práškem na staré farmě vedou k nepředvídatelným důsledkům, v Anglii se objeví monstra útočící na lidi (obří krysy a vosy). Objevily se také obří slepice, rostliny i lidé.
V povídce je přímo zmínka o tomto románu:
— Ano, — pokračoval Ivanov, — získáte světové renomé… Až se mi z toho točí hlava. Chápejte — pokračoval vášnivě, — hrdinové Wellsových knih jsou ve srovnání s vámi břídilové... A já si myslel, že jsou to všechno pohádky... Vzpomínáte na jeho „Pokrm bohů“?
— Аha, to je román, — poznamenal Persikov.
— No ovšem, a jak známý, panebože!
— Zapomněl jsem už, o čem to bylo, — odpověděl Persikov, — pamatuji se, že jsem ho četl, ale nevzpomínám si už na obsah.
Podle názoru A. A. Klimentova chování protagonistů povídky odpovídá výroku O. von Bismarcka: „Revoluci připravují géniové, uskutečňují fanatici a jejími plody se těší podvodníci.“ Génia zde představuje Persikov, který zformuloval revoluční myšlenku v oblasti biologie, fanatika Ivanov, který sestrojil kamery, díky nimž byly myšlenky Persikova zrealizovány, a podvodníka Osud, který se zjevil odnikud a stejně náhle zase zmizel.
V sovětském filmu „Psí srdce“ (1988) režiséra Vladimíra Bortko se objevil Nikolaj Nikolajevič Persikov, ředitel moskevského veterinárního institutu, který je jmenovcem profesora Vladimíra Ipaťjeviče Persikova.
Myšlenka životodárného paprsku mimochodem zazněla v americkém hororu „Frankenstein“ (1931), natočeném podle divadelní hry Peggy Wembling v adaptaci Johna Balderstona, není však zmíněna v následném pokračování filmu a v řadě překladů tato pasáž zcela chybí.
Ke střetu vojenských jednotek s pštrosími hejny skutečně došlo v roce 1932, sedm let po jeho prvním vydání, nikoli však v Rusku, nýbrž Austrálii, kde několik vojáků z australské armády, vyzbrojených kulomety Lewis, ostřelovalo přemnožené emu (kteří se až do roku 1980 řadili k pštrosům), ohrožující místní farmáře.

## Kritika
Filolog Boris Sokolov věnoval tomuto dílu kapitolu v knize „Michail Bulgakov: tajemství tvorby“. Sokolov se domnívá, že prototypem profesora Persikova mohl být sovětský biolog Alexandr Gurvič, který objevil mitogenetické záření, a Vladimir Lenin.